# モンジザールの戦い
モンジザールの戦い（モンジザールのたたかい、英：Battle of Montgisard）は、アイユーブ朝とエルサレム王国によって1177年11月25日に戦われた。この戦いではハンセン病を病んでいた16歳のエルサレム王ボードゥアン4世がアイユーブ朝のスルタン・サラディンの大軍に数の上で圧倒されていたキリスト教軍を率いていたが、ボードゥアンはイスラーム軍を敗走させ、イスラム軍の損害は甚大でなんとか逃げ出せたのはわずかだった。

## 背景
1177年、ボードゥアン4世と、最近巡礼に到着していたフィリップ・ダルザスはエジプトへの海軍による攻撃のためにビザンツ帝国との同盟を計画したが、うまくいかなかった。
一方、サラディンはエジプトからエルサレム王国への侵攻を計画した。サラディンの計画を知ると、ボードゥアン4世は、ティルスのギョームによればアスカロンを防衛しようとしていた僅か375人の騎士と共にエルサレムへと発ったが、サラディンの送った26000人の兵によって足止めさせられた。ボードゥアンに同行していたのはトランスヨルダンの主で、1176年にアレッポでの虜囚から解放されたばかりのルノー・ド・シャティヨンだった。ルノーはサラディンの荒々しい敵であり軍の有能な指揮官で、ハンセン病を患っていたボードゥアン王と指揮権を個人的に分け持っていた。また軍にはテンプル騎士団総長ウード・ドゥ・サン・アマン、ボードゥアン・ディブランとその兄弟バリアン・ディブラン、ルノー・ド・シドン、（領国を喪失して名目だけの）エデッサ伯のジョスラン3世もいた。他のテンプル騎士団軍はアスカロンで合流しようとしていたが、ガザでイスラム軍による包囲を受けていた。

## 戦い
ボードゥアンは少数の兵士で敢えて自身を追わざるをえなくなると考えたサラディンはエルサレムへの行軍を続けた。サラディンはラムラ、ロードそしてアルスフを攻撃し、ボードゥアンは彼にとって危険な存在でなかったために軍に広域への分散を許して略奪をさせた。しかし、サラディンが知らないうちに王を威圧するために残していた軍は不十分になってしまい、ボードゥアンとテンプル騎士団はサラディンがエルサレムに到着する前に食い止めようと進軍した。
王率いるキリスト軍は海岸沿いにイスラム軍を追跡し、最終的にラムラ近くのジザルディ山（Mons Gisardi）で敵を捕捉した。サラディンは完全に隙を突かれた。彼の軍は無秩序で、隊列を作っておらず長い行軍で疲れていた。イスラム軍はパニックに陥りつつも敵に対して戦列を形成するために急いで集まった。しかし、それとは対照的にキリスト教軍は完全に平静だった。ボードゥアン王は兵の正面に聖遺物の真の十字架を掲げるよう命じた。少年の体を既に酷いハンセン病に蝕まれていた王は十字架を前に馬に助けられて両かかとを地面につけた。彼は神に勝利を祈り、軍からの歓声を受け立ち上がった。サラディンの軍が準備をしていると、ボードゥアンは砂上を渡って攻撃を仕掛けた。
エルサレム軍は大急ぎで隊列を作っていたイスラム軍を粉砕し、大損害を与えた。酷い傷と爛れを覆う包帯を手に巻いたまま戦った王は戦いの真っ只中に身を晒し、サラディンの軍はすぐに圧倒された。サラディン自身だけが競争用の駱駝で逃げて捕虜になるのを避けられた。
ボードゥアン王の勝利は完全なものだった。彼は侵攻軍を完全に撃滅し、サラディンの輜重を鹵獲してその甥のアフマド（タキ・アド・ディンの息子）を戦死させた。
ボードゥアンはサラディンを夜になるまで追撃してアスカロンへと戻った。10日の大雨でずぶ濡れになり、近衛兵のマムルークたちを含む軍のおよそ90%を失ったサラディンはその途上ベドウィンによる襲撃にも困らされつつ、ほうほうの体でエジプトへと逃げ帰った。彼と共にエジプトに帰ることができたのは軍のわずか10%だけだった。

## その後
ボードゥアンは戦場にベネディクト修道院を立てて勝利を記念してアレクサンドリアのカタリナに捧げ、戦いの日は祭日になった。しかし、それはやっかいな勝利だった。ホスピタル騎士団総長ロジェ・ドゥ・ムーランは1100人が殺されて750人が負傷して帰ったと報告した。
一方、トリポリ伯のレーモン3世とアンティオキア公のボエモン3世はシリアのハリムへの別々の遠征でアルザスのフィリップと合流し、1178年にハリムの包囲を終えた。サラディンはモンジザールでの敗北のためにシリアの封臣の救出ができなかった。その間の相対的な平和にもかかわらず、1179年までにサラディンは王国への攻撃を再開できるようになり、それにはその年のマルジュ・アユーンの戦いでの彼の勝利も含まれていた。これは1187年のハッティンの戦いでの十字軍へのサラディンの勝利で最高潮に達したほぼ10年間の戦争をもたらした。

## フィクション
モンジザールの戦いは2005年の映画『キングダム・オブ・ヘブン』においてボードゥアン4世が16歳の時にサラディンを破った戦いとしてほのめかされた。また、セシリア・ホーランドによって書かれたエルサレムの本において述べられてもいる。
この戦いの説明はスウェーデンの作家ヤン・ギィユーの小説『テンプル騎士団』にもあり、その主人公アルン・マグヌッソンはモンジザールの戦いで軍の一隊を指揮するテンプル騎士団の高位の団員として描写されている。その戦いはギィユーの本に基いた映画『アルン―テンプル騎士団』において示されている。

## 註
1. ↑  恐らくゲゼル（Lane-Poole 1906, pp. 154–155）あるいはクファル・メナヘム（Lyons & Jackson 1982, p. 123）
2. ↑  Lane-Poole 1906, pp. 154–155